# Ricordami
Ricordami è il quarto singolo da solista del cantante romano Tommaso Paradiso, pubblicato il 2 settembre 2020.

## Video musicale
Il videoclip, diretto dagli YouNuts!, è stato pubblicato il 16 settembre 2020 sul canale YouTube del cantante. Il video, che riprende le ambientazioni anni ottanta, vede la partecipazione della conduttrice televisiva Andrea Delogu e dell'attore Francesco Montanari.

## Tracce
1. Ricordami – 3:26

## Successo commerciale
In Italia il brano è stato il 44º più trasmesso dalle radio nel 2020.

## Classifiche
| Classifica (2020) | Posizione massima |
| ----------------- | ----------------- |
| Italia            | 23                |